# Plebiscyt Przeglądu Sportowego 2003
69. Plebiscyt Przeglądu Sportowego na najlepszego sportowca Polski zorganizowano w 2003 roku.

## Wyniki
| Lp. | Kandydat                               | Dyscyplina sportu | Klub sportowy                            | Osiągnięcia w 2003 | Liczba głosów |
| --- | -------------------------------------- | ----------------- | ---------------------------------------- | --- | ------------- |
| 1.  | Adam Małysz                            | skoki narciarskie | KS Wisła Ustronianka                     | zwycięstwo w Pucharze Świata w skokach narciarskich, 2 złota na mistrzostwach świata w Val di Fiemme, zwycięstwo w Turnieju Nordyckim | 1 676 335     |
| 2.  | Otylia Jędrzejczak                     | pływanie          | AZS-AWF Warszawa                         | złoto i srebro na MŚ 2003 | 1 421 097     |
| 3.  | Robert Korzeniowski                    | chód sportowy     | US Tourcoing                             | złoto na MŚ 2003 | 1 348 387     |
| 4.  | Małgorzata Glinka                      | siatkówka         | Metodo Infoplus Vicenza i Asystel Novara | złoto na ME 2003, najlepsza siatkarka Europy                                                                                          | 1 039 826     |
| 5.  | Sylwia Gruchała                        | szermierka        | AZS-AWF Gdańsk                           | złoto i srebro na MŚ 2003 | 1 036 042     |
| 6.  | Dariusz Jabłoński                      | zapasy            | Gryf Chełm                               | złoto na MŚ 2003 | 455 349       |
| 7.  | Dariusz Michalczewski                  | boks              | -                                        | obroniony tytuł mistrza świata wagi WBO z Derrickiem Harmonem, niesłuszna porażka z Julio Gonzalezem                                  | 394 556       |
| 8.  | Paweł Baraszkiewicz i Daniel Jędraszko | kajakarstwo       | Wel Lidzbark i Posnania Poznań           | złoto na MŚ 2003 | 377 066       |
| 9.  | Mariusz Pudzianowski                   | strongman         | -                                        | złoto na MŚ 2003, złoto na DMŚ 2003, złoto na ME 2003                                                                                 | 357 127       |
| 10. | Anna Szafraniec                        | kolarstwo górskie | Lotto Team                               | złoto na drużynowych mistrzostwach świata i srebro na drużynowych mistrzostwach Europy                                                | 351 304       |

11. Maja Włoszczowska - kolarstwo górskie (243 110 pkt.)

12. Robert Sycz i Tomasz Kucharski - wioślarstwo (232 840)

13. Agata Wróbel - podnoszenie ciężarów (213 213)

14. Karol Jabłoński - żeglarstwo (211 932)

15. Monika Pyrek - lekkoatletyka (157 450)

16. Mateusz Kusznierewicz - żeglarstwo (122 752)

17. Przemysław Miarczyński - żeglarstwo (101 036)

18. Andrzej Głyda - strzelectwo (98 112)

19. Aleksandra Socha - szermierka (83 007)

20. Joanna Skowroń - kajakarstwo (70 773)
- Najlepszy Trener Roku: Andrzej Niemczyk
- Najlepsza Polska Drużyna Roku: reprezentacja Polski w piłce siatkowej kobiet
- Najlepsza Impreza Roku: Puchar Świata w skokach narciarskich w Zakopanem
- Najlepiej pokazana impreza w telewizji: Tour de Pologne